# Paramount Network
Paramount Network è un'emittente televisiva statunitense ed internazionale con sede a New York edito da Paramount Media Networks, sussidiaria di Paramount Skydance Corporation.

## Storia
È stata fondata il 7 marzo 1983 dalla Gaylord Entertainment Company con la denominazione "The Nashville Networks", cambiato poi in "The National Network" nel 2000 e "The New TNN" nel 2002. Nel 2003 l'emittente, su decisione dell'editore ViacomCBS, ha cambiato nome in Spike TV, divenuto nel 2006 semplicemente Spike. Dal 2005 al 2014 ha trasmesso le puntate di Impact.

## Principali programmi

### Drama
- Yellowstone (2018-2024)[1]

### Commedie
- American Woman (2018)[2]
- Nobodies (st. 2+) (2018-in corso)[3]

### Miniserie
- Waco (2018)

### Docuserie
- It Was Him: The Many Murders of Ed Edwards (2018)[4]
- Rest in Power: The Trayvon Martin Story (2018)

### Reality
- Lip Sync Battle (st. 4+) (2018-in corso)
- Bellator MMA (2018-in corso)
- Cops (2018-in corso)
- Ink Master (st. 11+) (2018-in corso)
- Bar da incubo (st. 6+) (2018-in corso)
- Ink Master: Angels (2018-in corso)[5]

### Programmi ordinati
- First Wives Club (serie TV) (2019)[6]

#### In sviluppo
- Accused[7]
- Browntown[8]
- Entertainment Weekly: The Bullseye[9]
- I Know Who You Are[10]
- The Interventionist[11]
- Sports Illustrated: True Crime[9]

## Programmi del passato
- 1000 modi per morire
- 10 Things Every Guy Should Experience
- 18 Wheels of Justice
- 52 Favorite Cars
- Afro Samurai
- Alice
- American Gladiators
- American Start-Up
- The A-Team
- Autorox
- Baywatch
- Be a Star
- Bill Dance Outdoors
- Blade: The Series
- Blind Date
- Blue Mountain State
- Boom!
- Bullrun
- Cagney & Lacey
- Car and Driver
- Carpocalypse
- Casino Cinema
- Celebrity Outdoors
- Champ Car
- Cheers
- The Club
- Coal
- The Conspiracy Zone
- A Conversation with Dinah
- Country Kitchen with Florence Henderson
- Crook & Chase
- Dallas
- Deadliest Warrior (2009–2012)
- Diff'rent Strokes
- Disorderly Conduct: Video on Patrol
- The Dudesons
- The Dukes of Hazzard
- ECW on TNN
- The Equalizer
- Factory
- Fandango
- Fresh Baked Videogames
- Game Head
- Gary the Rat
- Grand Ole Opry Live
- Hangin' with Mr. Cooper
- Happy Tree Friends
- Hee Haw
- Hey! Spring of Trivia
- Highlander: The Series
- Highway to Heaven
- The Hoop Life
- Hotlines
- I Bet You Will
- I Dare You: The Ultimate Challenge
- I Hate My Job
- I 40 Paradise
- Ink Master
- Invasion Iowa
- Jesse James is a Dead Man
- The John Henson Project
- Kids Say the Darndest Things
- The Kill Point
- The King of Queens
- King of Vegas
- The Lance Krall Show
- MADtv
- MacGyver
- Sposati... con figli
- Più forte ragazzi
- Maximum Exposure
- Maximum MLB
- Miami Vice
- Midnight Spike
- Motor Madness
- Movies on Tap
- Murder
- Music City Tonight
- MXC
- NASCAR on TNN
- NBA Rookies
- Nashville Now
- NHRA Today
- Oblivious
- Opry Backstage
- The Playbook
- Players
- Prime Time Country
- Raising the Roofs
- The Real McCoys
- Real TV
- Reality Racing: The Rookie Challenge
- Red Bull X-Fighters
- The Ren & Stimpy Show
- Ren and Stimpy Adult Party Cartoon
- Ride with Funkmaster Flex
- Robot Wars
- RollerJam
- Scrappers
- Scrubs - Medici ai primi ferri
- Seven Days
- The Shield
- Shipmates
- Slamball
- Small Shots
- Son of the Beach
- Spike Likes Movies
- Sports Crash
- Star Trek: Deep Space Nine
- Star Trek: The Next Generation
- Star Trek: Voyager
- Stripperella
- Super Agent
- Surviving Disaster
- Taboo
- Taxi
- This Just In!
- The Three Stooges
- Three's Company
- 'Til Death
- TNA Epics
- Top Card
- Truckin' U.S.A.
- True Dads
- The Ultimate Gamer
- TNA Reaction
- Ultimate Revenge
- The Unit
- Unsolved Mysteries
- Untold: The Greatest Sports Stories Never Told
- V.I.P.
- Walker Texas Ranger
- The Waltons
- Whacked Out Sports
- When Animals Attack!
- When Good Pets Go Bad
- Wild World of Spike
- WKRP in Cincinnati
- The Wonder Years
- World's Most Amazing Videos
- WWE Confidential
- WWE Excess
- The WWE Experience
- WWE Raw
- WWE Sunday Night HEAT
- WWE Velocity
- WWF LiveWire
- WWF Superstars
- You Can Be A Star!

## Versioni internazionali
- Canada
- Repubblica Ceca
- Ungheria
- Russia
- America Latina
- Paesi Bassi
- Spagna
- Regno Unito
- Medio Oriente
- India
- Brasile
- Italia